# パロ穂積
パロ 穂積（ぱろ ほづみ、本名：穂積 勝義（ほづみ かつよし）、1938年 - ）は、元日本のアニメーター、アメリカのアニメーター。

## 来歴・人物
日本の福島県泉崎村出身。福島県立白河高等学校卒業後、桑沢デザイン研究所に入り、絵画について学ぶ。
1960年に東映動画（現東映アニメーション）に入社。『狼少年ケン』をはじめ多くのアニメ作品の背景を描く。
独立し1974年に渡米。ハンナ・バーベラ・プロダクションなど複数のアニメ制作会社と契約し、『ザ・パックマンショー』や『小さな森の精あいあむ!スマーフ（森のスマーフ）』など多数のアニメ作品に参加。
1984年にディズニートゥーン・スタジオズと契約し、『ダックテイル（わんぱくダック夢冒険）』、『新くまのプーさん』などテレビアニメーションシリーズの背景のチーフ、美術を務める。ディズニートゥーン・スタジオズで働きながら他社の『ミュータント・タートルズ』などにも参加。また、ビデオシリーズの『アラジン ジャファーの逆襲』や『くまのプーさん クリストファー・ロビンを探せ!』などディズニーのビデオシリーズにも参加。
1990年、テレビ朝日のドキュメンタリー『住めば地球』でディズニーで活躍する日本人として出演。
1991年には福島放送の10周年記念として郡山市でパロ穂積展を開催。
泉崎村図書館のキャラクターしおりちゃん、つどいくん、いずみずくをデザイン。
名前の「パロ」というのは、勝義という名前がアメリカ人に発音しづらいことから画家のパブロ・ピカソのパブロからとった。

## 参加作品

### テレビ
- 「狼少年ケン」1963年　背景
- 「レインボー戦隊ロビン」1966年　背景
- 「魔法使いサリー」1966年　美術
- 「ひみつのアッコちゃん」1969年　美術
- 「もーれつア太郎」1969年　美術
- 「タイガーマスク」1969年　背景
- 「魔法のマコちゃん」1970年　背景
- 「さるとびエッちゃん」1971年　背景
- 「魔法使いチャッピー」1972年　背景
- 「マジンガーZ」1972年　美術
- 「ドロロンえん魔くん」1973年　背景・美術
- 「魔女っ子メグちゃん」1974年　背景
- 「いたずら天国」1977年　背景
- 「まんがオールスター　おもしろオリンピック」1977年　背景
- 「クマゴローの宇宙猛レース」1978年　背景
- 「小さな森の精あいあむ!スマーフ（森のスマーフ）」1981年　背景
- 「アルビンとチップマンクス」1983年　背景
- 「ダックテイル」1987年　背景チーフ
- 「ミュータント・タートルズ」1987年　背景
- 「テイルスピン」1990年　背景チーフ
- 「新くまのプーさん」1988年　背景
- 「ダックにおまかせ　ダークウィングダック」1991年　背景チーフ
- 「アラジンの大冒険」1994年　背景チーフ
- 「クワック・パック」1996年　背景チーフ
- 「スペースレンジャーバズライトイヤー」2000年　背景チーフ

### 映画
- 「アリババと40匹の盗賊」1971年　背景
- 「親子ねずみの不思議な旅」1977年　背景
- 「くまのプーさん 完全保存版II ピグレット・ムービー」2003年　背景チーフ
- 「くまのプーさん/ランピーとぶるぶるおばけ」2005年　背景

### OVA
- 「アラジン ジャファーの逆襲」1994年　背景
- 「くまのプーさん クリストファー・ロビンを探せ!」1997年　背景チーフ
- 「美女と野獣 ベルのファンタジーワールド」1998年　背景チーフ
- 「ポカホンタスII/イングランドへの旅立ち」1998年　背景チーフ
- 「ミッキーのクリスマスの贈りもの」1999年　背景チーフ
- 「くまのプーさん/冬の贈りもの」1999年　背景チーフ
- 「ミッキーのマジカル・クリスマス 雪の日のゆかいなパーティー」2001年　背景チーフ